# Hotel der Nederlanden

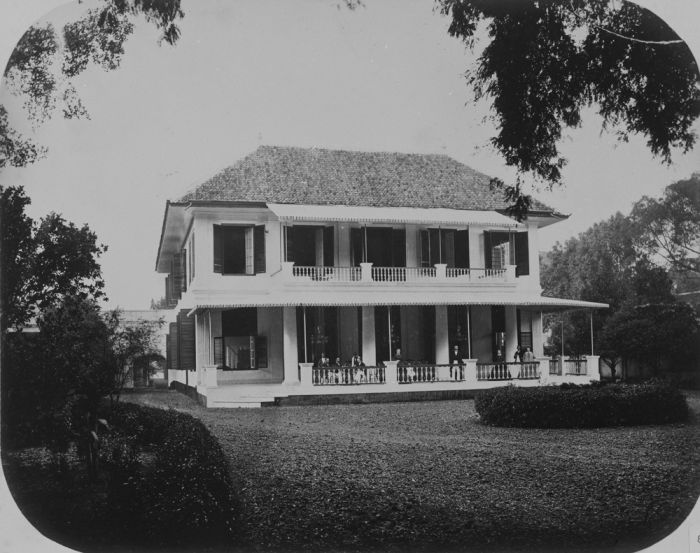
Photo de l'entrée de l'hôtel prise entre 1860 et 1872

Pour les articles homonymes, voir HDN.
L'Hotel der Nederlanden ou HdN (appelé Hotel Dharma Nirmala pendant ses dix dernières années d'existence) était un hôtel situé à Jakarta en Indonésie. Il fut démoli en 1969 pour laisser place au bureau présidentiel Bina Graha qui fait partie du complexe du palais de l'Indépendance.

## Histoire

### Résidence privée
L'hôtel fut tout d'abord la résidence privée de Pieter Tenzy et fut construit en 1794. En 1799, la maison fut acquise par Willem Hendrik van Eijsseldijk,. Entre 1811 et 1815, la maison fut achetée par Thomas Stamford Raffles pour 27 000 roupies. Il l'utilisa comme sa résidence personnelle alors qu'il était gouverneur général des Indes néerlandaises de 1811 à 1816. Elle fut vendue au gouvernement des Indes orientales néerlandaises en 1816 quand il quitta le pays .

### Hôtel colonial
En 1837, la maison fut rénovée et transformée en un hôtel connu sous le nom d'Hotel Palais Royale, ce qui fit de l'édifice l'un des hôtels les plus grands de Batavia. Le nom Hotel der Nederlanden fut donné en 1846,. En 1906, la salle à manger de l'hôtel fut remodelée par l'architecte Pieter Adriaan Jacobus Mooje. En 1922, le bâtiment principal de l'hôtel sur l'entrée Rijswijk fut lui aussi remodelé .

### Après l'indépendance
Dans les années 1950, la note de l'hôtel fut dégradée à « B » dans un classement gouvernemental de 1951. Il était ainsi rétrogradé derrière l'hôtel des Indes, seul hôtel de classe « A » de Jakarta à cette époque. En 1958, le nom de l'hôtel fut nationalisé en Hotel Dharma Nirmala ce qui permettait d'effacer la trace coloniale tout en gardant la vaisselle aux initiales HDN .
Plus tard, une aile de restauration fut ajoutée à l'hôtel. Ce restaurant, nommé The Ambassador, était l'un des rares bâtiments de Jakarta équipé de l'air conditionné.
Enfin, l'Hotel Dharma Nirmala fut converti en quartier général du régiment Tjakrabirawa. En 1969, l'hôtel fut démoli et le musée et bureau présidentiel Bina Graha fut construit à sa place entre 1969 et 1970,.